# Грінвейл (Нью-Йорк)
Грінвейл (англ. Greenvale) — переписна місцевість (CDP) в США, в окрузі Нассау штату Нью-Йорк. Населення — 1069 осіб (2020).

## Географія
Грінвейл розташований за координатами 40°48′43″ пн. ш. 73°37′35″ зх. д. / 40.81194° пн. ш. 73.62639° зх. д. (40.811948, -73.626387).  За даними Бюро перепису населення США в 2010 році переписна місцевість мала площу 0,65 км², уся площа — суходіл.

## Демографія
Згідно з переписом 2010 року, у переписній місцевості мешкали 1094 особи в 358 домогосподарствах у складі 279 родин. Густота населення становила 1675 осіб/км².  Було 373 помешкання (571/км²).
Расовий склад населення:
| - 69,7 % — білих - 18,8 % — азіатів - 1,9 % — чорних або афроамериканців - 0,3 % — корінних американців - 4,8 % — осіб інших рас |

До двох чи більше рас належало 4,5 %. Частка іспаномовних становила 13,6 % від усіх жителів.
За віковим діапазоном населення розподілялося таким чином: 24,5 % — особи молодші 18 років, 63,3 % — особи у віці 18—64 років, 12,2 % — особи у віці 65 років та старші. Медіана віку мешканця становила 41,1 року. На 100 осіб жіночої статі у переписній місцевості припадало 100,0 чоловіків;  на 100 жінок у віці від 18 років та старших — 93,4 чоловіків також старших 18 років.
Середній дохід на одне домашнє господарство  становив 107 818 доларів США (медіана — 95 417), а середній дохід на одну сім'ю — 118 166 доларів (медіана — 111 000). За межею бідності перебувало 7,9 % осіб, у тому числі 6,0 % дітей у віці до 18 років та 4,4 % осіб у віці 65 років та старших.
Цивільне працевлаштоване населення становило 442 особи. Основні галузі зайнятості: освіта, охорона здоров'я та соціальна допомога — 38,9 %, роздрібна торгівля — 14,0 %, науковці, спеціалісти, менеджери — 12,7 %.